# Antun Bačić
Antun Bačić vagy magyarosan Bachich Antal (Vrba kod Broda, 1690 – Nekcse, 1758. december 2.) magyarországi horvát ferences szerzetes, teológus, történész, író.

## Élete
A filozófiát és a teológiát Itáliában tanulta. Budán élt, ahol új templom építését is kezdeményezte. 1754 és 1757 között a rend tartományfőnöki tisztét töltötte be.

## Munkái
- Istina katoličanská illiti skazanje upravljanja spasonosnoga kitka krastianskoga. Buda, 1732 (Keresztény igazságok az üdvözítő keresztény életre való vezetésre)
- Xivot majke boxje kraljice. Pécs, 1773 (Szűz Mária élete. Agride Mária spanyol munkája után ford. olasz és latin példányokból)

Olasz nyelvből is fordított több munkát.